# فرانسیسکو تارگا
فرانسیسکو تارگا (به اسپانیایی: Francisco de Asís Tárrega y Eixea) گیتاریست نامدار اسپانیایی دورهٔ رمانتیک بود.
قطعات، تمرین‌ها و اتودهای آموزشی‌ای که تارِگا برای گیتار کلاسیک خلق کرد، وی را به چهره‌ای ماندگار و فراموش‌ناشدنی در دنیای گیتار کلاسیک بدل کرده‌است.

از برترین آثار وی می‌توان قطعهٔ خاطرات الحمرا و اتود می مینور را یاد کرد.

## نوکیا
جالب است بدانید که اهنگ معروف نوکیا در اصل تکه ای از قطعه geran valse فرانسیسکو تارگا است 
نوکیا 5۰ سال بعد از مرگ فرانسیسکو از این اهنگ را به عنوان اهنگ زنگ پیش فرض خود روی گوشی هایش انتخاب کرد

## زندگی

### کودکی
تارگا در ۲۱ نوامبرِ ۱۸۵۲ در شهر ویارئال متولد گردید. پدر او نوازنده سبک فلامنکو و چند سبک دیگر بر روی گیتار بود. فرانسیسکو موسیقی را در کودکی با نواختن بر روی گیتار پدر خود آموخت. والدین تارگا در صومعه مادر کلارسیس کار می‌کردند و به دلیل موقعیت شغلیشان تارگا تحت نظر پرستار بود. روزی در اثر بی احتیاطی پرستار تارگا در حالی که مشغول بازی بود در کانال آبیاری پرت شد و شوکی در اثر این جریان بر او وارد شد به صورتی که صدمه شدیدی بر چشم‌ها و قوه بینایی او وارد ساخت. والدین تارگا او را برای گذراندن دوره موسیقی به کاستلن فرستادند زیرا حالا تصور می‌کردند که اگر او نابینا شود می‌تواند از طریق نوازندگی به اقتصاد خانواده کمک کند. هر دو نفر از اولین استادهای او نابینا بودند.

اوگنی روئیز اولین استاد تارگا بود که اولین درس موسیقی را به او یاد داد. در همان زمان موسیقیدان نابینای دیگری بنام مانوئل گونزالز تارگا را به سمت گیتار سوق داد و به نوعی زندگی او را متحول کرد و تمامی رموز و تکنیکهای که می‌توانست بینندگان را مجذوب کند به او یاد داد.

### تحصیل در کنسرواتوار
در سال ۱۸۶۲ تارگا این شانس را یافت که جولین آرخاس که برای اجرا به کاستلن آمده بود را از نزدیک ملاقات کند و در حضور او قطعه‌ای بنوازد، مهارت و توانایی تارگا موجب تحیر آرخاس شد و به پدر تارگا توصیه کرد که حتماً او را به مدرسه موسیقی در بارسلون بفرستد.
بنابراین تارگا به بارسلون رفت ولی طولی نکشید که به دلیل وخامت وضعیت مالی پدرش به ناچار به خانه بازگشت؛ و برای کمک به پدر گروه موسیقی تشکیل داد و در اماکن عمومی و کافه تریاها به اجرای برنامه‌هایی مشغول شد.
در آن زمان یکی از ثروتمندان شهر به نام آنتونیو کانسا پس از مشاهده استعداد خارق‌العاده تارگا کل هزینه سفر و اقامت تارگا به مادرید جهت تحصیل در کنسرواتوار را تقبل کرد.
تارگا در آن زمان توانست برای اولین بار گیتاری تهیه کند. (این گیتار ساخته آنتونیو تورس بود) سالهای دانشجویی تارگا به سختی گذشت. در آن زمان پیانو یکی از متداولترین آلات موسیقایی بود و گیتار آن محبوبیت سابق خود را از دست داده بود و در میان آلات موسیقایی در پایینترین سطح قرار داشت، به همین دلیل تارگا نمی‌توانست به عنوان نوازنده گیتار در کنسرتها فعالیت داشته باشد و به نواختن پیانو می‌پرداخت.
تا اینکه استادش اریت در کنسرتی که برای امور خیریه ترتیب داده شده بود مهارت تارگا را در نواختن گیتار مشاهده کرد و او را به عنوان شاگرد خصوصی نزد خود پذیرفت و به تارگا گفت:
گیتار به تو احتیاج دارد و تو برای این کار به دنیا آمدی.

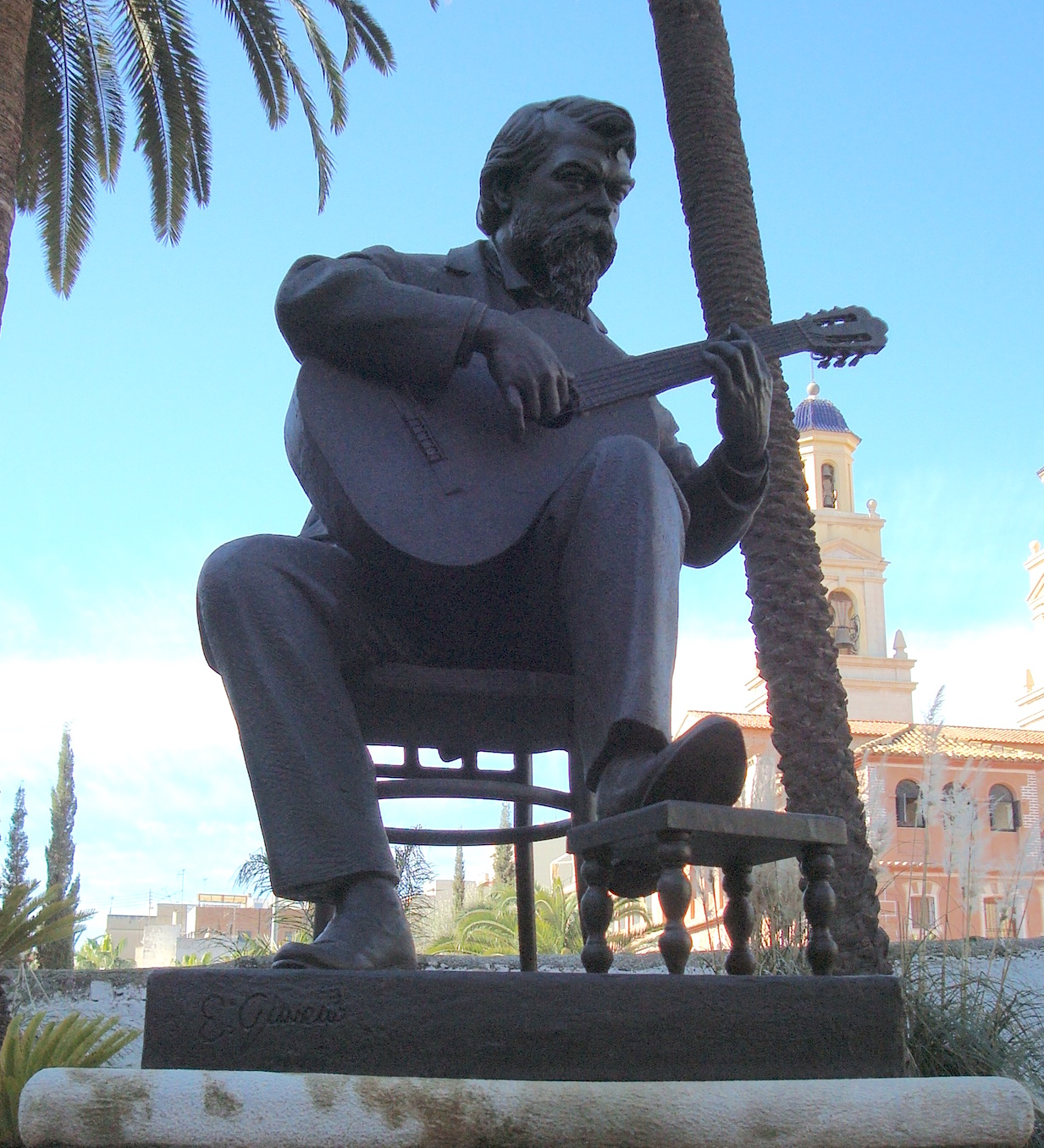
مجسمه یادبود تارگا در ویلارئال اسپانیا

### شهرت
از آن پس تارگا نوازندگی پیانو را رها کرد و تمام تمرکز خود را بر روی گیتار پیاده کرد. در زمستان سال ۱۸۸۰ در کنسرتی در نوولدا به جای دوستش گیتار نواخت و به زودی شهرت و آوازه او در همه جا پیچید. در همین کنسرت بود که همسر آینده خود ماریا ریزو را ملاقات کرد.
پس از این کنسرت در سال ۱۸۸۱ به فرانسه رفت و در تئاترها نوازندگی می‌کرد و پس از این که به دعوت ملکه الیزابت دوم به انگلیس رفت به منظور ازدواج با ماریا به نوولدا بازگشت. آنها پس از ازدواج به مادرید رفتند و اولین دخترشان در آنجا متولد شد. این دختر در اثر بیماری درگذشت.
در والنسیا تارگا با بیوه ثروتمندی به نام کنکسا مارتینز آشنا شد که این خانم در زمینه فعالیتهای هنری به تارگا خیلی کمک کرد و همچنین خانه‌ای را در سنت جروازی در اختیار تارگا و خانواده اش قرار داد، این خانه مکانی بود که تارگا بهترین و معروفترین آثارش را در آنجا ساخت.
در سفری به گرانادا تره مولوی Recuerdos de la alhambra را ساخت و سپس در الجزایر قطعات دانزا مورا و رقص موری به وی الهام شد.
وی کنسرتهایی را در اسپانیا، میلان، ژنو، فرانسه، رم، ایتالیا اجرا کرد؛ و در این کنسرتها استادی و تبحر خود را در نواختن گیتار به همگان اثبات کرد.

### سال‌های واپسین عمر
در سنین بالا تارگا دچار تغییر خلق و خو شد. مردی احساسی، دارای عقاید عاشقانه و محتاط بود که کنسرت را در مکانی کوچک با تعداد جمعیت کم اجرا می کرد تا در تئاتری بزرگ و در مقابل عده زیادی تماشاگر.
در ژانویه ۱۹۰۶ به سختی بیمار شد. این بیماری بسیار سخت و دوره نقاهت آن بسیار طولانی بود و در این میان دوستانش برای حمایت مالی از او کنسرتهایی با عنوان ستاره‌های تارگا برگزار کردند و درآمد حاصل شده از این کنسرتها را به تارگا می‌دادند.
این هنرمند بزرگ در ۲ دسامبر ۱۹۰۹ آخرین اثر خود با عنوان اورموس را ساخت؛ وی در ۱۵ دسامبر ۱۹۰۹ در ۵۷ سالگی در خانه‌اش در خیابان والنسیا در گذشت.